# Voderady
Voderady (węg. Vedrőd, niem. Wedern) – wieś (obec) na Słowacji położona w kraju trnawskim, w powiecie Trnawa. Pierwsze wzmianki o miejscowości pochodzą z roku 1241. 
Według danych z dnia 31 grudnia 2010, wieś zamieszkiwało 1420 osób, w tym 705 kobiet i 715 mężczyzn.
W 2001 roku rozkład populacji względem narodowości i przynależności etnicznej wyglądał następująco:
- Słowacy – 97,12%
- Romowie – 1,44%
- Czesi – 0,61%
- Węgrzy – 0,15%

Ze względu na wyznawaną religię struktura mieszkańców kształtowała się w 2001 roku następująco:
- Katolicy rzymscy – 93,41%
- Ateiści – 4,01%
- Grekokatolicy – 0,15%
- Ewangelicy – 0,53%
- Nie podano – 1,89%

W miejscowości znajduje się boisko piłkarskie, sala gimnastyczna i biblioteka publiczna.